# Liste der Kulturdenkmäler in Frankfurt-Niederrad
In der Liste der Kulturdenkmäler in Frankfurt-Niederrad sind alle Kulturdenkmäler im Sinne des Hessischen Denkmalschutzgesetzes in Frankfurt-Niederrad, einem Stadtteil von Frankfurt am Main aufgelistet.
Grundlage ist die Denkmaltopographie aus dem Jahre 1994, die zuletzt 2000 durch einen Nachtragsband ergänzt wurde.

## Kulturdenkmäler in Frankfurt-Niederrad
| Bild                                                                                            | Bezeichnung                                                                                     | Lage | Beschreibung | Bauzeit         | Objekt-Nr. |
| ----------------------------------------------------------------------------------------------- | ----------------------------------------------------------------------------------------------- | --- | --- | --------------- | ---------- |
| Bild gesucht BW                                                                                 | Treppenhaus Adolfstraße 6                                                                       | Adolfstraße 6 LageFlur: 20, Flurstück: 67 | Jugendstil-Treppenhaus nach Entwurf von K. Lüscher in mehrgeschossigem Mietsgebäude. | 1906            | 155205     |
| weitere Bilder                                                                                  | Siedlung Bruchfeldstraße („Zickzackhausen“)                                                     | Breubergstraße 6-30, 27-43, Bruchfeldstraße 83-113, Donnersbergstraße 1-25, 8-66, Goldsteinstraße 70-72, Haardtwaldstraße 2-10, 23-33, Kalmitstraße 1-9, 8-28, Melibocusstraße 18-32, 25-31 Zentralbau bzw. Verbindungsbau zwischen Breubergstraße 8 und Bruchfeldstraße 83 Lage | Siedlung Bruchfeldstraße | 1920er Jahre    | 167885     |
| Sammlung Weinberg                                                                               | Sammlung Weinberg                                                                               | Bruchfeldstraße 35 LageFlur: 10, Flurstück: 57/5 | Kapellenanbau der 1932 von H. u. C. Rummel erbauten Pfarrkirche „Mutter vom guten Rat“. Im Innern befinden Kunstwerke des 15. sowie 18. Jahrhunderts, darunter ein Hochaltar flämischer Schule (1510) und Marienaltar (1489) als Stiftungen M. v. Weinbergs. | 1932            | 155208     |
| Villa Manskopf                                                                                  | Villa Manskopf                                                                                  | Flughafenstraße 4 LageFlur: 24, Flurstück: 32/36 | Repräsentative Villa in Formen der Neurenaissance mit markantem Fassadenturm. | 1894            | 155214     |
| Stallgebäude Flughafenstraße 4                                                                  | Stallgebäude Flughafenstraße 4                                                                  | Flughafenstraße 6 LageFlur: 24, Flurstück: 32/37 | Aufwendig gestaltetes Stallgebäude im Geschmack der Neurenaissance. Das Obergeschoss ist in Fachwerk ausgeführt. | um 1890         | 155215     |
| Büste Carl von Weinberg                                                                         | Pförtnerhaus Flughafenstraße 20 und Büste                                                       | Flughafenstraße 20 LageFlur: 38, Flurstück: 8676/27 | Fachwerkwohnhaus von 1898 nach Entwurf von Otto Bäppler und Aage von Kauffmann im Tudorstil am Eingang zum Carl-von-Weinberg-Park; dort moderner Bronzekopf von Carl von Weinberg, des Bildhauers Alexander Archipenko von 1961. | 1898            | 155213     |
| weitere Bilder                                                                                  | Bahnhof Sportfeld                                                                               | Flughafenstraße 104 LageFlur: 613, Flurstück: 21/9 | Stationsgebäude. Typenbau von 1879 für die Hessische Ludwigsbahn (ehem. Bahnhof Goldstein). | 1879            | 155208     |
| weitere Bilder                                                                                  | Frauenhof                                                                                       | Frauenhofstraße 2 = Kelsterbacherstraße 2 LageFlur: 8,9, Flurstück: Flur 8: 16/2; Flur 9: 22/5 | Am Rande des Dorfes Niederrad für die Kattunfabrik Johann Friedrich Müller in mehreren Bauphasen von 1761–1781 errichtete Anlage. Gebäude im Stil eines barocken Landschlosses -durch Eckrisalite und zentrale Tordurchfahrt akzentuiert. Ab 1841 zeitweise im Besitz des namengebenden Katharinen- und Weißfrauenstifts. | 1761–1781       | 155216     |
| weitere Bilder                                                                                  | Mietshaus Gerauer Straße 1                                                                      | Gerauer Straße 1 LageFlur: 20, Flurstück: 3 | Doppelmietshaus hinter Fassade in mehrfarbigem Ziegelblendwerk mit kunstvollen Rauten- und Streifenmustern; markantes Dachgesims. | 1904            | 155217     |
| weitere Bilder                                                                                  | Mietshaus Gerauer Straße 3                                                                      | Gerauer Straße 3 LageFlur: 20, Flurstück: 4/0 | Doppelmietshaus hinter Fassade in mehrfarbigem Ziegelblendwerk mit kunstvollen Rauten- und Streifenmustern; markantes Dachgesims. | 1904            | 159331     |
| weitere Bilder                                                                                  | Mietshaus Gerauer Straße 5                                                                      | Gerauer Straße 5 LageFlur: 20, Flurstück: 5 | Doppelmietshaus hinter Fassade in mehrfarbigem Ziegelblendwerk mit kunstvollen Rauten- und Streifenmustern; markantes Dachgesims. | 1905            | 155218     |
| weitere Bilder                                                                                  | Mietshaus Gerauer Straße 7                                                                      | Gerauer Straße 7 LageFlur: 20, Flurstück: 6/0 | Doppelmietshaus hinter Fassade in mehrfarbigem Ziegelblendwerk mit kunstvollen Rauten- und Streifenmustern; markantes Dachgesims. | 1905            | 159332     |
| weitere Bilder                                                                                  | Mietshaus Gerauer Straße 9                                                                      | Gerauer Straße 9 LageFlur: 20, Flurstück: 7,8 | Doppelmietshaus hinter Fassade in mehrfarbigem Ziegelblendwerk mit kunstvollen Rauten- und Streifenmustern; markantes Dachgesims. | 1904/1905       | 155219     |
| weitere Bilder                                                                                  | Mietshaus Gerauer Straße 11                                                                     | Gerauer Straße 11 LageFlur: 20, Flurstück: 8/0 | Doppelmietshaus hinter Fassade in mehrfarbigem Ziegelblendwerk mit kunstvollen Rauten- und Streifenmustern; markantes Dachgesims. | 1904/105        | 159333     |
| Gaststätte Goldsteinstraße 33                                                                   | Gaststätte Goldsteinstraße 33                                                                   | Goldsteinstraße 33 LageFlur: 20, Flurstück: 102/24 | Wohnhaus mit Gaststätte, dreigeschossig mit großen Rundbogenöffnungen im Erdgeschoss und originaler Dekoration der Zeit um 1895. Gemeinsam mit der Turnhalle Goldsteinstraße 35 eine Einheit bildend, Belegstück für die Vereins- und Turngeschichte in Niederrad. Kulturdenkmal wegen seiner ortsgeschichtlichen und bautypologischen Bedeutung.                                                                              | um 1895         | 157037     |
| weitere Bilder                                                                                  | Turnhalle Goldsteinstraße 35                                                                    | Goldsteinstraße 35 LageFlur: 20, Flurstück: 155/19 | Turnhalle erbaut um 1910, 1944 teilzerstört, Wiederaufbau 1949. Saalraum mit korbbogiger Decke mit Betongurten. Kuppel, Bühne, Empore. Im Treppenhaus bauzeitliche Treppengeländer, auf der Empore Ölgemälde des Oberturnwarts Jakob Schütz. Zusammen mit dem Vereinslokal Nr. 33 liegt hier eine seltene Einheit von Vereinslokal und Sporthalle aus der Zeit vor dem Ersten Weltkrieg vor.                                   | um 1910         | 157038     |
| Mietshaus Goldsteinstraße 52                                                                    | Mietshaus Goldsteinstraße 52                                                                    | Goldsteinstraße 52 LageFlur: 12, Flurstück: 80/2 | Doppelmietshaus von 1904/05 mit zweifarbiger Ziegelblendfassade | 1904/1905       | 155220     |
| Mietshaus Goldsteinstraße 54                                                                    | Mietshaus Goldsteinstraße 54                                                                    | Goldsteinstraße 54 LageFlur: 12, Flurstück: 79 | Doppelmietshaus von 1904/05 mit zweifarbiger Ziegelblendfassade | 1904/1905       | 159336     |
| Mietshaus Goldsteinstraße 56                                                                    | Mietshaus Goldsteinstraße 56                                                                    | Goldsteinstraße 56 LageFlur: 12, Flurstück: 76 | Doppelmietshaus von 1904/05 mit zweifarbiger Ziegelblendfassade | 1906            | 155221     |
| Mietshaus Goldsteinstraße 58                                                                    | Mietshaus Goldsteinstraße 58                                                                    | Goldsteinstraße 58 LageFlur: 12, Flurstück: 77 | Doppelmietshaus von 1904/05 mit zweifarbiger Ziegelblendfassade | 1904/105        | 159337     |
| Ehemaliger Rapps Brunnenbohrbetrieb                                                             | Ehemaliger Rapps Brunnenbohrbetrieb                                                             | Goldsteinstraße 61a LageFlur: 19, Flurstück: 4/4 | Das um 1890 errichtete Fabrikgebäude ist Kulturdenkmal aus wirtschafts- und technikgeschichtlichen Gründen. | um 1890         | 159334     |
| Mietshaus Goldsteinstraße 90                                                                    | Mietshaus Goldsteinstraße 90                                                                    | Goldsteinstraße 90 LageFlur: 14, Flurstück: 37 | Mietshauszeile mit zweifarbigen Fassaden aus Verblendziegeln und portalartigen Hofeinfahrten | 1905            | 159337     |
| Mietshaus Goldsteinstraße 92                                                                    | Mietshaus Goldsteinstraße 92                                                                    | Goldsteinstraße 92 LageFlur: 14, Flurstück: 38 | Mietshauszeile mit zweifarbigen Fassaden aus Verblendziegeln und portalartigen Hofeinfahrten | 1905            | 159338     |
| Mietshaus Goldsteinstraße 94                                                                    | Mietshaus Goldsteinstraße 94                                                                    | Goldsteinstraße 94 LageFlur: 14, Flurstück: 39 | Mietshauszeile mit zweifarbigen Fassaden aus Verblendziegeln und portalartigen Hofeinfahrten | 1905            | 159339     |
| Mietshaus Goldsteinstraße 96                                                                    | Mietshaus Goldsteinstraße 96                                                                    | Goldsteinstraße 96 LageFlur: 14, Flurstück: 40 | Mietshauszeile mit zweifarbigen Fassaden aus Verblendziegeln und portalartigen Hofeinfahrten | 1905            | 159340     |
| weitere Bilder                                                                                  | Alter Friedhof (Mauer)                                                                          | Haardtwaldplatz LageFlur: 13, Flurstück: 30 | Mauer einer 1861 angelegten Begräbnisstätte mit vier eingelassenen Grabsteinen von 1815, 1851 und 1871. | 1861            | 155223     |
| weitere Bilder                                                                                  | Friedhofskapelle                                                                                | Hahnstraße 14 LageFlur: 15, Flurstück: 6/3 | Neoromanische Kapelle von 1901 auf L-förmigem Grundriss inmitten des neuen Friedhofs. | 1901            | 155224     |
| weitere Bilder                                                                                  | Gräber auf dem Friedhof                                                                         | Hahnstraße 14 LageFlur: 15, Flurstück: 5/7, 6/1, 6/3, 6/4 | Gräber auf dem Friedhof. |                 | 202540     |
| Bild gesucht BW                                                                                 | Nervenklinik – Gesamtanlage 119                                                                 | Heinrich-Hoffmann-Straße 2, 2a, 4, 6, 8, 10, 12, 14, 16, 18 Lage | Zweiflügelanlage nach Entwurf von Martin Elsaesser- inmitten einer Grünanlage M. Brommes; vor Direktorenwohnhaus – parallel zur Heinrich-Hoffmann-Straße – später errichtete Geschosswohnungsbauten. Gebäude in modernen Formen des Bauhauses, seinerzeit nach aktuellsten Aspekten der Therapie realisiert. Ersatz für die am Affensteiner Feld gelegene „Städtische Irrenanstalt“                                            | 1929/30         | 167888     |
| Wohnhaus                                                                                        | Wohnhaus                                                                                        | Heinrich-Hoffmann-Straße 2a LageFlur: 3, Flurstück: 14/107 | |                 | 155225 DDB |
| Klinik für Psychiatrie, Psychosomatik und Psychotherapie der Johann Wolfgang Goethe-Universität | Klinik für Psychiatrie, Psychosomatik und Psychotherapie der Johann Wolfgang Goethe-Universität | Heinrich-Hoffmann-Straße 10 LageFlur: 3, Flurstück: 14/107 | |                 | 159341 DDB |
| Wohnhaus                                                                                        | Wohnhaus                                                                                        | Heinrich-Hoffmann-Straße 2 LageFlur: 3, Flurstück: 14/104 | |                 | 159342 DDB |
| Wohnhaus                                                                                        | Wohnhaus                                                                                        | Heinrich-Hoffmann-Straße 4 LageFlur: 3, Flurstück: 14/104 | |                 | 159343     |
| Wohnhaus                                                                                        | Wohnhaus                                                                                        | Heinrich-Hoffmann-Straße 6 LageFlur: 3, Flurstück: 14/104 | |                 | 159344     |
| Wohnhaus                                                                                        | Wohnhaus                                                                                        | Heinrich-Hoffmann-Straße 8 LageFlur: 3, Flurstück: 14/104 | |                 | 159345     |
| Wohnhaus                                                                                        | Wohnhaus                                                                                        | Heinrich-Hoffmann-Straße 12 LageFlur: 3, Flurstück: 85/14 | |                 | 159346     |
| Wohnhaus                                                                                        | Wohnhaus                                                                                        | Heinrich-Hoffmann-Straße 14 LageFlur: 3, Flurstück: 85/14 | |                 | 159347     |
| Wohnhaus                                                                                        | Wohnhaus                                                                                        | Heinrich-Hoffmann-Straße 16 LageFlur: 3, Flurstück: 85/14 | |                 | 159348     |
| Wohnhaus                                                                                        | Wohnhaus                                                                                        | Heinrich-Hoffmann-Straße 18 LageFlur: 3, Flurstück: 85/14 | |                 | 159349     |
| weitere Bilder                                                                                  | Wohnhaus Kelsterbacher Straße 8                                                                 | Kelsterbacher Straße 8 LageFlur: 8, Flurstück: 21/1, 21/2 | Spätbarockes Wohnhaus unter Krüppelwalmdach. | 1791            | 155248     |
| weitere Bilder                                                                                  | Wohnhaus Kelsterbacher Straße 16                                                                | Kelsterbacher Straße 16 Lage | | 1791            | 155229     |
| weitere Bilder                                                                                  | Wohnhaus Kelsterbacher Straße 18                                                                | Kelsterbacher Straße 18 LageFlur: 8, Flurstück: 26 | Barockes Fachwerkhaus unter Verputz mit vorgekragtem Obergeschoss. | 18. Jahrhundert | 155230     |
| weitere Bilder                                                                                  | Wohnhaus Kelsterbacher Straße 20                                                                | Kelsterbacher Straße 20 Lage | |                 | 155231     |
| weitere Bilder                                                                                  | Wohnhaus Kelsterbacher Straße 22                                                                | Kelsterbacher Straße 22 Lage | |                 | 155232     |
| weitere Bilder                                                                                  | Wohnhaus Kelsterbacher Straße 23                                                                | Kelsterbacher Straße 23 LageFlur: 9, Flurstück: 43 | Spätbarockes Wohnhaus unter hohem Mansarddach in markanter Eckposition. | 1790            | 155233     |
| weitere Bilder                                                                                  | Wohnhaus Kelsterbacher Straße 25                                                                | Kelsterbacher Straße 25 Lage | |                 | 155234     |
| Kelsterbacher Straße 26 ist Mitte links                                                         | Wohnhaus Kelsterbacher Straße 26                                                                | Kelsterbacher Straße 26 Lage | |                 | 155235     |
| weitere Bilder                                                                                  | Wohnhaus Kelsterbacher Straße 27                                                                | Kelsterbacher Straße 27 Lage | |                 | 155236     |
| weitere Bilder                                                                                  | Wohnhaus Kelsterbacher Straße 28                                                                | Kelsterbacher Straße 28 Lage | |                 | 155237     |
| Kelsterbacher Straße 30 (Frankfurt-Niederrad)                                                   | Wohnhaus Kelsterbacher Straße 30                                                                | Kelsterbacher Straße 30 Lage | |                 | 155238     |
| weitere Bilder                                                                                  | Wohnhaus Kelsterbacher Straße 31                                                                | Kelsterbacher Straße 31 Lage | |                 | 155239     |
| weitere Bilder                                                                                  | Wohnhaus Kelsterbacher Straße 37                                                                | Kelsterbacher Straße 37 LageFlur: 8, Flurstück: 35 | Barockes Fachwerkhaus unter giebelseitigem Verputz | 18. Jahrhundert | 155240     |
| weitere Bilder                                                                                  | Wohnhaus Kelsterbacher Straße 39                                                                | Kelsterbacher Straße 39 Lage | |                 | 155241     |
| weitere Bilder                                                                                  | Ev. Paul-Gerhardt-Kirche („Kleine Kirche“)                                                      | Kelsterbacher Straße 41-43 LageFlur: 7, Flurstück: 125 | Barocke Saalkirche mit dreiseitigem Schluss – 1951/52 nach Kriegszerstörung wiederaufgebaut. | 1726            | 155241     |
| weitere Bilder                                                                                  | Heiligenstock                                                                                   | Kniebisstraße 27-29 LageFlur: 10, Flurstück: 106/57 | Spätgotischer Bildstock des 16. Jh. vor dem Pfarrhaus | 16. Jahrhundert | 155244     |
| weitere Bilder                                                                                  | Stadionbad                                                                                      | Mörfelder Landstr. 360-362 LageFlur: 612, Flurstück: 75/6, 75/7 | Schwimmsportanlage von 1924–1926 nach Entwurf von G. Schaumann, Gartengestaltung nach Plan M. Brommes. Teil des Stadionkomplexes im Stadtwald; axialsymmetrische Anlage aus querliegendem Schwimmbecken vor großzügiger Spielwiese mit Planschbecken, flankierenden Umkleidebauten und Liegeterrassen. Neoklassizistischer Struwwelpeterbrunnen (1923) von Johann Joseph Belz. Beckenanlage und Spielwiese modern umgestaltet. | 1924–1926       |            |
| Oberforsthaus-Reitstall                                                                         | Oberforsthaus-Reitstall                                                                         | Mörfelder Landstr. 331 LageFlur: 612, Flurstück: 13/1 | Teil einer 1729 errichteten Försterei im Stadtwald. | 1729            | 155245     |
| Wohnhaus Neuwiesenstraße 8                                                                      | Wohnhaus Neuwiesenstraße 8                                                                      | Neuwiesenstraße 8 LageFlur: 24, Flurstück: 61/32 | Eigenes Wohnhaus des Architekten Kämpf von 1960 auf rechteckigem Grundriss unter flachgeneigtem Satteldach inmitten eines 1937 von E. Balser entworfenen Villengebietes in Niederrad. Zeittypisches, unverändertes Interieur mit tragender Wand aus Bruchsteinmauerwerk und Galerie im Wohnraum. | 1960            | 155819     |
| Wohnhaus Neuwiesenstraße 12                                                                     | Wohnhaus Neuwiesenstraße 12                                                                     | Neuwiesenstraße 12 LageFlur: 24, Flurstück: 105/32 | Wohnhaus des Zahnarztes Prof. K. wie Neuwiesenstraße 8 in Niederräder Villenviertel 1960 nach Entwurf der Architekten E. Söder und V. Wagner entstanden. Kubischer, flachgedeckter Mauerwerksbau, außen gelb-braune Klinkerriemchen. | 1960            | 155820     |
| weitere Bilder                                                                                  | Wohnhaus Odenwaldstraße 20                                                                      | Odenwaldstraße 20 LageFlur: 12, Flurstück: 57 | Doppelhaus hinter zweifarbiger Ziegelfassade. | 1905            | 155249     |
| weitere Bilder                                                                                  | Wohnhaus Odenwaldstraße 22                                                                      | Odenwaldstraße 22 LageFlur: 12, Flurstück: 58 | Doppelhaus hinter zweifarbiger Ziegelfassade. | 1905            | 159328     |
| weitere Bilder                                                                                  | Wohnhaus Odenwaldstraße 24                                                                      | Odenwaldstraße 24 LageFlur: 12, Flurstück: 59 | Doppelhaus von 1905 hinter zweifarbiger Ziegelfassade mit Zwerchhaus über axialen Mittelrisaliten. | 1905            | 155250     |
| weitere Bilder                                                                                  | Wohnhaus Odenwaldstraße 26                                                                      | Odenwaldstraße 26 LageFlur: 12, Flurstück: 60 | Doppelhaus von 1905 hinter zweifarbiger Ziegelfassade mit Zwerchhaus über axialen Mittelrisaliten. | 1905            | 159329     |
| weitere Bilder                                                                                  | Wohnhaus Odenwaldstraße 28                                                                      | Odenwaldstraße 28 LageFlur: 12, Flurstück: 62 | Doppelhaus hinter zweifarbiger Ziegelfassade. | 1905            | 159330     |
| weitere Bilder                                                                                  | Wohnhaus Odenwaldstraße 30                                                                      | Odenwaldstraße 30 LageFlur: 12, Flurstück: 62 | Doppelhaus hinter zweifarbiger Ziegelfassade. | 1905            | 155251     |
| Nieder-Brunnen                                                                                  | Nieder-Brunnen                                                                                  | Schwanheimer Straße 107 LageFlur: 6, Flurstück: 86/2 | Brunnen von 1953 über mittelalterlichem Schacht. | 1953            | 155252     |
| weitere Bilder                                                                                  | Fachwerkhaus Schwarzwaldstraße 2                                                                | Schwarzwaldstraße 2 LageFlur: 10, Flurstück: 18 | Nachbarockes Fachwerkhaus mit asymmetrischer Fassade hinter Verputz. | um 1800         | 155690     |
| Villa Schwarzwaldstraße 122                                                                     | Villa Schwarzwaldstraße 122                                                                     | Schwarzwaldstraße 122 LageFlur: 23, Flurstück: 84 | Repräsentative Villa im Stil der Neurenaissance mit reicher Fassade in Verblendmauerwerk und aufwendigem Balkon. | 1892            | 155254     |
| Kassenhäuschen                                                                                  | Kassenhäuschen                                                                                  | Schwarzwaldstraße 125 LageFlur: 610, Flurstück: 16/3 | Torartiges Eingangsgebäude zur Rennbahn Niederrad von 1864/65 in Fachwerk. | 1864/65         | 155255     |
| Umspannstation                                                                                  | Umspannstation                                                                                  | Schwarzwaldstraße 155 LageFlur: 610, Flurstück: 130/17 | Gleichrichterwerk nach Entwurf von Kaufmann und Blanck in Formen der frühen Moderne mit Wartehalle für die zeitgleich elektrifizierte Waldbahn | 1929            | 155257     |
| Pförtnerhaus der Villa Waldeck                                                                  | Pförtnerhaus der Villa Waldeck                                                                  | Schwarzwaldstraße 160 LageFlur: 24, Flurstück: 32/35 | Wohnhaus im Stil der Neurenaissance mit reichem Fachwerkgeschoss. | 1908            | 155256     |
| Pumpstation Goldstein                                                                           | Pumpstation Goldstein                                                                           | Tränkschneise LageFlur: 614, Flurstück: 5 | Grundwasser-Fassungsanlage von 1887/88 – zeitgleich mit dem Neubau des Pumpwerks erweitert. | 1887/88         | 155258     |

Für die unter Denkmalschutz stehenden Gräber auf dem Stadtteilsfriedhof siehe Friedhof Niederrad.